# NGC 7070
NGC 7070 is een balkspiraalstelsel in het sterrenbeeld Kraanvogel. Het hemelobject werd op 5 september 1834 ontdekt door de Britse astronoom John Herschel.

## Synoniemen
- ESO 287-28
- MCG -7-44-16
- AM 2127-431
- IRAS 21272-4318
- PGC 66869